# 亞人 (電影)
亞人是日本科幻電影，於2017年9月30日在日本上映，改編自漫畫亞人，由導演本広克行導演，佐藤健、綾野剛、玉山鉄二、城田優等人主演。

## 故事大綱
永井圭（佐藤健 飾）原本只是一名實習醫生，在一場意外事故後發現自己是有「不死之力」，也就是超人類「亞人」，在人類與亞人的戰爭中，他究竟該站在哪一方?

## 演員
- 永井圭：佐藤健（台灣配音：張立昂）
- 佐藤：綾野剛（台灣配音：孫誠）
- 戶崎優：玉山鐵二（台灣配音：李世揚）
- 田中功次：城田優（台灣配音：宋克軍）
- 奥山真澄：千葉雄大（台灣配音：張立昂）
- 下村泉：川榮李奈（台灣配音：傅其慧）
- 永井慧理子：濱邊美波（台灣配音：馮嘉德）
- 高橋：山田裕貴（台灣配音：李世揚）
- 貓澤：品川祐（台灣配音：胡鎮璽）
- 山中奶奶：吉行和子（台灣配音：馮嘉德）
- 永井圭的IBM：宮野真守（配音）（台灣配音：宋克軍）
- 岩清水憲明：鈴村健一（台灣配音：宋克軍）

## 發行
《亞人》在日本分級為「G級(全年齡適合觀看)」的電影，但在台灣審核分級時，卻被列為「輔導級(未滿15歲不得觀看)」的電影，因此影響電影相關宣傳及行銷活動。

## 外部連結
- 互联网电影数据库（IMDb）上《亞人》的资料（英文）
- 電影《亞人》官方網站（日語）